# Woronoco
Woronoco (Waranoke, Woroanoke, Woronock, Woronoake, Woronoack, Worrinoke, Warronoco), pleme Algonquian Indijanaca u 17. stoljeću naseljeno u dolini rijeke Connecticut u Massachusettsu, kod West Springfielda, okrug Hampden. Na mjestu istoimenog glavnog sela danas se nalazi Westfield. Njihovo ime znači "winding river" ili "winding about" .